# Terex 33-15
Der Terex 33-15 ist ein Großmuldenkipper des US-amerikanischen Herstellers Terex aus den 1970er- und 1980er-Jahren. Er ist für die Beförderung großer Mengen Abraums in tiefen Tagebauen mit schwierigen Bedingungen konzipiert.

## Entwicklungsgeschichte
Der erste Prototyp des Terex 33-15 wurde 1971 im kanadischen GM-Werk in London (Ontario) hergestellt. Er hatte eine Nutzlast von 150 Tonnen und war der Vorreiter für eine neue Muldenkipper-Baureihe des Herstellers. Die Serienproduktion des Terex 33-15 lief zunächst von 1972 bis 1975. Von 1975 bis 1981 wurde der 33-15B mit um 20 Tonnen gesteigerter Nutzlast gefertigt. Die letzte Version 33-15С wurde von 1981 bis 1985 produziert und hatte die gleiche Nutzlast wie ihr Vorgänger.

## Technik
Der zweiachsige Terex 33-15 (4×2) erreicht eine Höchstgeschwindigkeit von 48 km/h. Die Version 33-15B ist 12,75 m lang, 6,27 m breit und 5,67 m hoch; der Radstand beträgt 5,49 m. Der Fahrantrieb ist dieselelektrisch mit einem Sechzehnzylinder-Dieselmotor von Detroit Diesel. Der Motor des Typs 16V-149T1 hat einen Hubraum von 39,18 Liter und leistet 1600 hp (1194 kW).
Die elektrischen Fahrmotoren sitzen an den Achsen; die Leistung wird über Planetengetriebe auf die Räder übertragen.
Das gegen herabfallende Gegenstände gesicherte Fahrerhaus ist neben dem Motorraum über dem linken Vorderrad angebracht und kann über eine Leiter-Treppen-Kombination vorn am Fahrzeug erreicht werden. Die Kippmulde des Terex 33-15B fasst 53,6 m³ (gehäuft 72,2 m³). Sie wird mit zwei Hydraulikzylindern aus der Waagerechten in die Kippstellung gebracht. Die maximale Nutzlast wird je nach Version mit 150 oder 170 Tonnen angegeben. Die zulässige Gesamtmasse beträgt demnach 256,32 oder 276,32 Tonnen.

## Versionen
- Terex 33-15: Ursprüngliche Version mit einer Nutzlast von 150 Tonnen.
- Terex 33-15B: Version mit einer Nutzlast von 170 Tonnen.
- Terex 33-15C: Verbesserte Version des 33-15B mit einer Nutzlast von 170 Tonnen.[8]